# جان بابتيست ماكيه
جان بابتيست ماكيه (مواليد 6 فبراير 1922) هو مبارز بالسيف بلجيكي، مثّل بلاده في الألعاب الأولمبية الصيفية 1952.

## روابط رياضية
جان بابتيست ماكيه على موقع أوليمبيديا (الإنجليزية)